# Lluís Bohigas i Vidal
Lluís Bohigas i Vidal, (Aiguaviva 5 de gener de 1923 - Salt 7 d'agost de 2013), era treballador a la RENFE entre 1942 i 1963 i va participar activament en l'organització del sistema d'Assegurança Obligatòria de Malaltia dels treballadors de l'empresa.

## Biografia
L'any 1963 va entrar a l'empresa Transports Berga, amb l'encàrrec de reestructurar i modernitzar el servei de transport urbà de viatgers entre Salt i Girona. El 1970 es va produir la fusió definitiva de Transports Berga amb TEISA i va incorporar-se a l'empresa, primer com a Gerent i més endavant com a Director Gerent fins a la seva jubilació.
En el marc de la seva trajectòria professional, destaca, entre les seves múltiples aportacions al desenvolupament i creixement d'aquesta empresa, la seva decidida participació en l'adquisició i la posada en marxa de la concessió de transport de viatgers per carretera entre Olot i Girona per Amer. També va protagonitzar la fundació de l'Empresa Guerrero S.A., que inicià el servei de línia regular de transport de viatgers entre Besalú i Barcelona, de la qual fou Administrador Únic fins a la posterior fusió de l'empresa amb TEISA. Igualment va ser partícip de l'adquisició de la Companyia del Ferrocarril de Sant Feliu de Guíxols a Girona S.A., i fou secretari del consell d'administració fins que va fusionar-se amb TEISA.
Lluís Bohigas es dedicà plenament a treballar, no només en l'administració de l'empresa, sinó també en el foment de l'associacionisme en el seu àmbit sectorial, per tal de fomentar-ne la modernització i l'adaptació als nous temps. Fou fundador i primer president de l'Associació Empresarial de Transports de Girona (ASETRANS), vocal del ple de la Cambra d'Indústria, Comerç i Navegació de Girona i vocal del ple de la Comissió de Transports de Catalunya. A banda d'això ha estat regidor de l'Ajuntament de Salt i fundador de l'Associació de Veïns de Salt.

## Reconeixements
En totes les activitats en que participà, fou molt remarcable el seu caràcter conciliador i dialogant. El 1995 la Federació Nacional de Transport d'Autobús va concedir-li la Medalla al Mèrit en el Transport de Viatgers i l'any 2002, la Generalitat de Catalunya li concedí la Medalla del President Francesc Macià.